# Șubîni Stavî, Lîseanka
Șubîni Stavî (în ucraineană Шубині Стави) este o comună în raionul Lîseanka, regiunea Cerkasî, Ucraina, formată numai din satul de reședință.

## Demografie
Componența lingvistică a comunei Șubîni Stavî
     Ucraineană (98%)
     Rusă (1,13%)
     Alte limbi (0,75%)
Conform recensământului din 2001, majoritatea populației comunei Șubîni Stavî era vorbitoare de ucraineană (98%), existând în minoritate și vorbitori de rusă (1,13%).